# Acetylodihydrokodeina
Acetylodihydrokodeina – organiczny związek chemiczny, półsyntetyczny opioid. Znajduje się w grupie II-N (jego preparat także w III-N) Ustawy o przeciwdziałaniu narkomanii. Jest objęty Jednolitą konwencją o środkach odurzających z 1961 roku (wykaz II, jego preparat także w wykazie III).